# Валя-Бісерічій (Яломіца)
Валя-Бісерічій (рум. Valea Bisericii) — село у повіті Яломіца в Румунії. Входить до складу комуни Дрегоєшть.
Село розташоване на відстані 40 км на північний схід від Бухареста, 63 км на захід від Слобозії, 148 км на південний захід від Галаца, 140 км на південний схід від Брашова.

## Населення
За даними перепису населення 2002 року у селі проживали 110 осіб, усі — румуни. Усі жителі села рідною мовою назвали румунську.